# Chad Oliver
Chad Oliver (Cincinnati, 1928. március 30. – Austin, 1993. augusztus 9.) amerikai antropológus, tudományos-fantasztikus író.

## Élete
Apja sebész, anyja ápolónő volt. Fiatal korában reumás lázban szenvedett, emiatt egy ideig mozgáskorlátozott volt, ekkor kezdett érdeklődni a tudományos-fantasztikus irodalom iránt. Élete jó részét a texasi Austinban töltötte, ahol kétszer volt a Texasi Egyetem antropológia tanszékének a vezetője. Egyik alapítója volt a Turkey City Writer's Workshop nevű írói alkotóműhelynek. Az egyetemre mint hallgató került 1946-ban, s egy rövid, a Kaliforniai Egyetemen doktori fokozat megszerzése céljából töltött időszaktól eltekintve haláláig ott maradt. Első írása 1950-ben jelent meg, munkáit gyakran "antropológiai fantasztikumnak" nevezik, mivel szakmai tapasztalatait gyakran használta fel történeteiben. Szenvedélyes pisztránghorgász volt, számos írásában felbukkannak a folyóvízi horgászat elemei és tapasztalatai (például Shores of Another Sea).

## Munkái

### Regények
- Mists of Dawn (1952)
- Shadows in the Sun (1954)
- The Winds of Time (1956)
- Unearthly Neighbors (1960, átdolgozva: 1984)
- The Wolf is My Brother (1967)
- The Shores of Another Sea (1971)
- Giants in the Dust (1976)
- Broken Eagle (1989)
- The Cannibal Owl (1994)

### Antológiák
- Another Kind (1955)
- The Edge of Forever (1971)
- A Star Above and Other Stories (2003)
- Far from This Earth and Other Stories (2003)

## Magyarul megjelent művei
- Transzformátor (novella, Szivélyes Fahrenheit című antológia, Magyar Könyvklub, 1993)
- Távol a Földtől (novella, Galaktika 20., 1976)
- Kint a terepen (novella, Galaktika 33., 1979)
- A kör bezárul (novella, Galaktika 244., 2010)

## Fordítás
- Ez a szócikk részben vagy egészben  a   Chad Oliver című angol Wikipédia-szócikk ezen változatának fordításán alapul.  Az eredeti cikk szerkesztőit annak laptörténete sorolja fel. Ez a jelzés csupán a megfogalmazás eredetét és a szerzői jogokat jelzi, nem szolgál a cikkben szereplő információk forrásmegjelöléseként.